# Nguyễn Huệ, Cao Bằng
Nguyễn Huệ là một xã thuộc tỉnh Cao Bằng, Việt Nam.

## Địa lý
Xã Nguyễn Huệ nằm ở phía đông huyện Hòa An, có vị trí địa lý:
- Phía đông giáp huyện Quảng Hòa
- Phía tây và phía nam giáp xã Quang Trung
- Phía bắc giáp xã Ngũ Lão.

Xã Nguyễn Huệ có diện tích 43,43 km², dân số năm 2019 là 3.589 người, mật độ dân số đạt 83 người/km².
Xã Nguyễn Huệ có tuyến quốc lộ 3 chạy qua phần phía nam, trên tuyến có đèo Mã Phục là ranh giới với huyện Quảng Hòa.
Trên địa bàn xã có một số ngọn núi như: An Mạ, Đạy Mã, Lũng Đội, Lũng Xe, Lũng Sào, Thang Tả, Tình Ráo.

## Lịch sử
Địa bàn xã Nguyễn Huệ hiện nay trước đây vốn là hai xã Nguyễn Huệ và Trưng Vương thuộc huyện Hòa An.
Ngày 9 tháng 7 năm 2020, Ủy ban nhân dân huyện Hòa An, tỉnh Cao Bằng ban hành Thông báo số 55/TB-UBND về việc sáp nhập một số xóm thuộc hai xã Nguyễn Huệ và Trưng Vương:
- Sáp nhập xóm Thang Tả  vào xóm Nặm Loát
- Sáp nhập xóm Khau Chang vào xóm Nà Danh
- Sáp nhập ba xóm Củm Cuổi, Canh Biện A, Canh Biện B thành xóm Canh Biện
- Sáp nhập hai xóm Bó Mu và Thua Tổng thành xóm Thua Bó
- Sáp nhập hai xóm Lũng Nà và Cốc Chia vào xóm Cốc Phát
- Sáp nhập xóm Lũng Mạ vào xóm Lũng Cút
- Sáp nhập hai xóm Bản Đâư và Cốc Phung vào xóm Bản Cải
- Sáp nhập xóm Pàn Mỏ vào xóm Lũng Quang.

Trước khi sáp nhập, xã Nguyễn Huệ có diện tích 20,70 km², dân số là 1.820 người, mật độ dân số đạt 88 người/km², có 5 xóm: Án Lại, Công Án, Canh Biện, Nặm Loát, Nà Danh. Xã Trưng Vương có diện tích 22,73 km², dân số là 1.769 người, mật độ dân số đạt 78 người/km², có 5 xóm: Bản Cải, Cốc Phát, Lũng Cút, Lũng Quang, Thua Bó.
Ngày 10 tháng 1 năm 2020, Ủy ban Thường vụ Quốc hội ban hành Nghị quyết số 864/NQ-UBTVQH14 về việc sắp xếp các đơn vị hành chính cấp huyện, cấp xã thuộc tỉnh Cao Bằng (nghị quyết có hiệu lực từ ngày 1 tháng 2 năm 2020). Theo đó, sáp nhập toàn bộ diện tích và dân số của xã Trưng Vương vào xã Nguyễn Huệ.

## Hành chính
Xã Nguyễn Huệ được chia thành 10 xóm: Án Lại, Bản Cải, Cốc Phát, Công Án, Canh Biện, Lũng Cút, Lũng Quang, Nặm Loát, Nà Danh, Thua Bó.